# 池晟
池晟（1977年2月27日—），韓國男演員。2015年4月，經紀公司公布大中華地區的常見譯名「池城」為錯譯，以池晟為準。

## 經歷
曾是運動健將且立志成為棒球選手，但父母希望他能把更多精力投入到學習中而反對他打棒球，進入高中後便不再打棒球。
偶然看了電影《雨人》達斯汀·霍夫曼所扮演的自閉症患者，因為這催人淚下的表演使他萌生當演員的想法。而他的父母（父親是校長，母親是老師，在池晟20歲時離婚）反對兒子進入演藝界，後來進入了大學念哲學系。但他始終沒有丟棄對表演的夢想，決定要休學，將自己的資料寄到SBS電視台，所幸通過電視劇《KAIST》試鏡，並且開始了表演生涯。
進入演藝界之後，以清秀的外貌、斯文的氣質吸引了越來越多影迷，2003年的《All In》使他的演技得到認可。因2004年末的《最後的舞請與我一起》在亞洲各地人氣高升。
2005年6月7日入伍，2007年6月6日於首爾龍山區梨泰院國防部退伍。退伍後首部作品《New Heart》扮演外科醫生。
2015年出演《Kill Me Heal Me》，藉由飾演女高中生角色安耀娜獲得高人氣，得到了第一位使女性化妝品售罄的男性演員的名號。

## 感情生活
2003年，池晟與朴帥眉合作電視劇《All In》之後發展為戀人，2006年宣告分手。
2007年，與李寶英交往，是在2004年合作電視劇《最後的舞請與我一起》結識，於2013年9月27日結婚。2015年6月13日，李寶英順利誕下女兒，池晟正式成為人父。2019年2月5日，李寶英順利產下一子。

## 影視作品

### 電視劇
| 年份 | 電視台 | 劇名                     | 角色             | 性質     |
| 1999 | SBS    | KAIST                    | 姜戴旭           | 配角     |
| 1999 | SBS    | 行進                     |                  | 閒角     |
| 1999 | SBS    | 爆米花                   |                  | 閒角     |
| 2000 | SBS    | 我好想見你               | 李志秀           | 配角     |
| 2001 | MBC    | 美味青春                 | 吳俊秀           | 配角     |
| 2001 | SBS    | 男與女－她分手的前幾小時 | 李秀賢           | 男主角   |
| 2001 | MBC    | 結婚的法則               | 黃元修           | 男配角   |
| 2001 | SBS    | 華麗的時節               | 張錫鎮           | 男主角   |
| 2002 | SBS    | Let's Go                 |                  | 特別演出 |
| 2002 | KBS    | 獵陽                     | 李昇俊           | 男配角   |
| 2003 | SBS    | All In 真愛賭注          | 崔正元           | 男配角   |
| 2003 | SBS    | 王的女人                 | 光海君           | 男主角   |
| 2004 | KBS    | 愛情的條件               | 盧潤澤           | 男主角   |
| 2004 | SBS    | 最後的舞請與我一起       | 姜玄宇           | 男主角   |
| 2005 | MBC    | 驛動的心                 | 金友振／金錫鎮   | 男主角   |
| 2007 | MBC    | New Heart 嶄新的心       | 李恩成           | 男主角   |
| 2009 | SBS    | 吞噬太陽                 | 金政宇           | 男主角   |
| 2010 | MBC    | 金首露                   | 金首露           | 男主角   |
| 2011 | MBC    | Royal Family             | 韓志勳           | 男主角   |
| 2011 | SBS    | 守護老闆                 | 車智憲           | 男主角   |
| 2012 | SBS    | 大風水                   | 睦池尚           | 男主角   |
| 2013 | KBS    | 秘密                     | 趙敏赫           | 男主角   |
| 2015 | MBC    | Kill Me Heal Me          | 車道賢           | 男主角   |
| 2016 | SBS    | 戲子                     | 申錫浩           | 男主角   |
| 2017 | SBS    | 被告人                   | 朴政宇           | 男主角   |
| 2018 | tvN    | 認識的妻子               | 車柱赫           | 男主角   |
| 2019 | SBS    | 醫生耀漢                 | 車耀漢／Dr. John | 男主角   |
| 2021 | tvN    | 惡魔法官                 | 姜耀漢           | 男主角   |
| 2022 | tvN    | 獵鑽緝兇                 | 河宇信／宋秀賢   | 男主角   |
| 2024 | SBS    | 聯結                     | 張在京           | 男主角   |
| 2025 | MBC    | 法官李漢英               | 李漢英           | 男主角   |

### 電影
| 年份 | 名稱                                   | 角色       | 備註     |
| 2002 | 口哨公主                               | 俊浩       | 主演     |
| 2004 | 新暗行御史                             |            | 結尾旁白 |
| 2005 | 血之淚                                 | 杜浩       | 配角     |
| 2008 | 宿命                                   | 朴榮煥     | 客串     |
| 2012 | 色即是空～0204愛你喲！                 | 李賢勝     | 主演     |
| 2014 | 好朋友們                               | 任賢泰     | 主演     |
| 2015 | Color of Asia Master－我的鄰居是吸血鬼 | 韓昌浩     | 主演     |
| 2018 | 明堂                                   | 興宣大院君 | 主演     |

### MV
| 年份 | 演唱者 | 曲名              | 合作演員       | 備註                     |
| 2000 | 李剛新 | 拋棄我            |                |                          |
| 2002 | 李基燦 | 感冒              | 蘇怡賢、朴恩斌 | 潘瑋柏《我們都會錯》原曲 |
| 2004 | KCM    | 黑白寫真          | 河智苑         |                          |
| 2008 | 金範洙 | 悲傷活用法        |                |                          |
| 2009 | 輝星   | 淚嘩嘩            | 朴彩京         |                          |
| 2009 |        | So I'm Loving You |                | Lotte Duty Free廣告曲    |
| 2019 | 白智榮 | 我們              |                |                          |

## 綜藝或訪談節目
- 2012年：日本紀實類日常池晟的《Real Life》
- 2020年：tvN《RUN》固定出演

## 節目主持
- 2001-2002年：MBC《Music Camp（朝鲜语：생방송 음악캠프）》
- 2004年：KBS《Music Bank》
- 2011年：SBS《SBS演技大賞》

## 音樂作品
- 2004年：電視劇《愛情的條件》的插曲－《告白》
- 2005年：電視劇《驛動的心 之 外出》的插曲－《燕子花》
- 2008年：電視劇《New Heart》的插曲－《我比任何人都愛你》（與南惠汐通電話時）、《星星凋零》
- 2008年：Innisfree化妝品第一季廣告曲（與 文瑾瑩）
- 2008年：日本影友會 演繹日文歌曲
- 2009年：日本影友會 與金范秀合唱《鵝之夢》
- 2009年：Lotte Duty Free廣告曲－《So I'm Loving You》
- 2012年：電影《色即是空0204愛你呦》OST－《Sexy Jingle Bells》（與金亞中）、《Show Me Your Panty》
- 2013年：電視劇《秘密》OST－《呼嘯山莊》
- 2015年：電視劇《Kill Me Heal Me》OST－《紫羅蘭》

## 獲獎
| 年度 | 大獎                             | 獎項                             | 作品                   | 結果 |
| 2001 | SBS演技大賞                      | 新星賞                           | 《華麗的時節》         | 獲獎 |
| 2001 | MBC演技大賞                      | 新人賞                           | 《結婚的法則》         | 獲獎 |
| 2003 | SBS演技大賞                      | Drama Special部門 男子優秀演技賞 | 《All In 真愛賭注》    | 獲獎 |
| 2004 | SBS演技大賞                      | 十大明星賞                       | 《最後的舞請與我一起》 | 獲獎 |
| 2004 | SBS演技大賞                      | 最佳情侶賞（與柳真）             | 《最後的舞請與我一起》 | 獲獎 |
| 2008 | MBC演技大賞                      | 迷你劇部門 黃金演技賞            | 《New Heart 嶄新的心》 | 獲獎 |
| 2008 | 日韓交流之夜                     | 韓日文化獎                       | 不適用                 | 獲獎 |
| 2010 | 第5屆亞洲模特頒獎儀式BBF         | 人氣明星獎                       | 不適用                 | 獲獎 |
| 2010 | 韓國最佳著裝獎頒獎典禮最佳著裝獎 | 天鵝獎                           | 不適用                 | 獲獎 |
| 2011 | 第4屆Style Icon Awards           | 本賞                             | 不適用                 | 獲獎 |
| 2011 | SBS演技大賞                      | 十大明星賞                       | 《守護老闆》           | 獲獎 |
| 2011 | SBS演技大賞                      | Drama Special部門 最優秀演技賞   | 《守護老闆》           | 獲獎 |
| 2011 | SBS演技大賞                      | 最佳情侶賞（與崔江熙）           | 《守護老闆》           | 獲獎 |
| 2013 | KBS演技大賞                      | 男子最優秀演技賞                 | 《秘密》               | 獲獎 |
| 2013 | KBS演技大賞                      | 人氣賞                           | 《秘密》               | 獲獎 |
| 2013 | KBS演技大賞                      | 最佳情侶賞（與黃正音）           | 《秘密》               | 獲獎 |
| 2015 | 第51屆百想藝術大賞               | 男子最優秀演技賞                 | 《Kill Me Heal Me》    | 提名 |
| 2015 | 第51屆百想藝術大賞               | 男子人氣賞                       | 《Kill Me Heal Me》    | 提名 |
| 2015 | MBC演技大賞                      | 最佳情侶賞（與黃正音）           | 《Kill Me Heal Me》    | 提名 |
| 2015 | MBC演技大賞                      | 最佳情侶賞（與朴敘俊）           | 《Kill Me Heal Me》    | 獲獎 |
| 2015 | MBC演技大賞                      | 男子人氣賞                       | 《Kill Me Heal Me》    | 提名 |
| 2015 | MBC演技大賞                      | 十大明星賞                       | 《Kill Me Heal Me》    | 獲獎 |
| 2015 | MBC演技大賞                      | 迷你劇部門 男子最優秀演技賞      | 《Kill Me Heal Me》    | 獲獎 |
| 2015 | MBC演技大賞                      | 大賞                             | 《Kill Me Heal Me》    | 獲獎 |
| 2016 | 第28屆韓國PD大賞                 | 出演者賞                         | 《Kill Me Heal Me》    | 獲獎 |
| 2016 | 第4屆DramaFever Awards           | 最佳男演員獎                     | 《Kill Me Heal Me》    | 獲獎 |
| 2017 | 第8屆韓國大眾文化藝術獎          | 總理表彰                         | 不適用                 | 獲獎 |
| 2017 | 第53屆百想藝術大賞               | 電視部門男子人氣賞               | 《被告人》             | 提名 |
| 2017 | 第1屆首爾大賞                    | 電視部門－最優秀男演員賞         | 《被告人》             | 獲獎 |
| 2017 | 第30屆画梅奖                     | 最佳男演員賞                     | 《被告人》             | 獲獎 |
| 2017 | SBS演技大獎                      | 大賞                             | 《被告人》             | 獲獎 |
| 2017 | SBS演技大獎                      | 月火劇部門 男子最優秀演技獎      | 《被告人》             | 提名 |

## 其他經歷
- 2003年：大韓看護協會宣傳大使
- 2005-2007年：韓國軍務宣傳大使
- 2006年：日本媒體譽為韓流"新四大天王"
- 2006年：韓國環境宣傳大使
- 2006年：國家軍隊廣播宣傳大使
- 2006年：軍務弘報大使
- 2007年：服兵役期間獲「優秀士兵」的稱號
- 2008年：韓國胸外科宣傳大使
- 2008年：韓國粉紅色帶宣傳大使
- 2010年：韓國健康博覽會大使

## 外部連結
- NAVER （页面存档备份，存于） 
- 池晟me2day （页面存档备份，存于）
- 經紀公司Namoo Actors個人網頁 （页面存档备份，存于）
- 池晟的Facebook專頁
- 池晟的Instagram帳戶
- 池晟的新浪微博